# Lonnie Shields
Lonnie Shields (* 17. April 1956 in West Helena, Arkansas) ist ein US-amerikanischer Bluesmusiker (Gitarre, Gesang) und Songwriter.

## Leben
Shields wuchs in einem religiösen Umfeld auf und kam so früh mit der Gospel-Musik in Berührung. Er spielte Soul und Funk, bevor er durch seinen Freund Sam Carr zum Blues kam. Er spielte in Carrs Unforgettable Blues Band und mit anderen Bluesmusikern aus der Gegend, etwa Frank Frost und Big Jack Johnson.
Seine erste Band, The Checkmates, hatte Shields mit 15 Jahren; sie spielten im Stil von Earth, Wind and Fire und The Isley Brothers. Als die Band sich auflöste, gab Shields die Musik auf, bis er Sam Carr kennenlernte. Wenig später war er mit Carr, Frank Frost und Big Jack Johnson unterwegs.
1986 trat Shields beim ersten King Biscuit Blues Festival auf, woraufhin ihm eine Singleaufnahme angeboten wurde. 1992 erschien dann sein erstes Album Portrait, das gute Kritiken erhielt. Seitdem ist Shields ein begehrter Gast bei Bluesfestivals rund um die Welt.

## Diskografie
- 1992: Portrait
- 1996: Tired of Waiting
- 1997: Blues Is on Fire
- 2000: Midnight Delight
- 2008: Keeper of the Blues
- 2012: ’Cause the World Ain’t Been Good to You
- 2017: Code Blue